# Fabio Brun Goldschmidt
Fabio Brun Goldschmidt (Porto Alegre, 1975) é um advogado e jurista brasileiro.

## Biografia
Fabio estudou na Faculdade de Direito da Universidade Federal do Rio Grande do Sul (UFRGS), da qual se graduou. Fez mestrado em Direito Econômico e Financeiro pela Universidade de São Paulo (USP) e doutorado em Direito pela Universidade de Salamanca. Também cursou especialização em administração de empresas na Fundação Getúlio Vargas.
O autor foi responsável pela concepção do Princípio da Cooperação no Direito Tributário, incorporado à Constituição Federal Brasileira em 2023, como princípio geral do sistema tributário. Em razão disso, o autor recebeu o título de Cidadão Paulistano em 2024, da Câmara Municipal de São Paulo.
O autor também é colunista do portal Migalhas desde 2020 e do jornal Zero Hora desde 2022. No mesmo ano, recebeu a Medalha do Mérito Farroupilha, principal honraria concedida pela Assembleia Legislativa do Rio Grande do Sul.

## Obras
- O princípio do não-confisco no direito tributário (RT, 2004)
- Teoria da Proibição de Bis in Idem no Direito Tributário e Sancionador Tributário (Noeses, 2014)
- Por um princípio da cooperação no Direito Tributário: contribuições para o acolhimento de um novo princípio fiscal (Casa do Direito, 2023)